# Маковский сельсовет (Астраханская область)
Маковский сельсовет — сельское поселение в Володарском районе Астраханской области Российской Федерации.
Административный центр — село Маково.

## История
Статус и границы сельского поселения установлены Законом Астраханской области от 6 августа 2004 года № 43/2004-ОЗ «Об установлении границ муниципальных образований и наделении их статусом сельского, городского поселения, городского округа, муниципального района».

## Население
| 2010  | 2012  | 2013  | 2014  | 2015  | 2016  | 2017  |
| ----- | ----- | ----- | ----- | ----- | ----- | ----- |
| 1096  | ↗1103 | ↘1100 | ↗1101 | ↗1104 | ↗1111 | ↘1102 |
| 2018  | 2019  | 2020  | 2021  |       |       |       |
| ↘1078 | ↘1067 | ↘1052 | ↗1070 |       |       |       |

## Состав сельского поселения
| № | Населённый пункт | Тип населённого пункта       | Население |
| - | ---------------- | ---------------------------- | --------- |
| 1 | Маково           | село, административный центр | ↗1070     |